# Eindstation (hoorspel)
Eindstation is een Nederlands hoorspel dat gebaseerd is op een verhaal van John Owen en James Parkinson. De vertaling is van Loes Moraal, regisseur was Hero Muller. Het werd op 18 december 1985 uitgezonden door de AVRO en het duurt 36 minuten.

## Rolverdeling
- Maria Lindes - Jean Hayden
- Hans Veerman - Rick Davis alias Paul Russell
- Paula Majoor - Sally
- Ben Hulsman - commissaris Vane
- Lex Braamhorst - een nieuwslezer

## Plot
Jean Hayden ontmoet rond de kerstdagen in een drukke treincoupé een man die zich voorstelt als Rick Davis. Ze raken aan de praat, maar als de conducteur komt om het kaartje te knippen, ziet hij Davis en meent hij hem ergens van te kennen. Jean Hayden nodigt Rick Davis bij haar thuis uit en komt onderweg haar vriendin Sally tegen, die Rick Davis ook ergens van kent. Bij thuiskomst belt Sally Jean thuis op en zegt haar wie Rick Davis werkelijk is; een ontsnapte moordenaar.